# Sciophila digitilenta
Sciophila digitilenta är en tvåvingeart som beskrevs av Soli 1997. Sciophila digitilenta ingår i släktet Sciophila och familjen svampmyggor. Inga underarter finns listade i Catalogue of Life.